# عمار رمضان
عمار رمضان (عربی: عمار رمضان عبد العزيز مرق؛ زادهٔ ۴ سپتامبر ۱۹۷۶) بازیکن فوتبال اهل سودان بود.
از باشگاه‌هایی که در آن بازی کرده‌است می‌توان به باشگاه فوتبال الهلال ام درمان اشاره کرد.
وی همچنین در تیم ملی فوتبال سودان بازی کرده‌است.